# Gladiadores de Pompeya
Gladiadores de Pompeya fue una serie de comedia argentina que se emitió por Canal 9 entre el 20 de marzo hasta el 25 de abril de 2006. Protagonizada por Andrea del Boca y Gabriel Goity. Coprotagonizada por Camila Bordonaba, Marcelo de Bellis, Facundo Espinosa, Alejandro Fiore, María Fernanda Callejón y Emilia Attias. También, contó con las actuaciones especiales de Roly Serrano, Mariana Prommel, Sandra Mihanovich y los primeros actores Ana María Picchio, Lidia Catalano, Aldo Barbero, Lucrecia Capello y Mario Sapag. La participación de Silvina Luna. Y la presentación de Javier Heit. Fue uno de los lanzamientos más importantes del canal en aquel entonces, sin embargo el programa duró apenas algo más de un mes debido al bajo rating que tenía y hubo que adelantar precipitadamente el final.

## Argumento
El día que el club Gladiadores de Pompeya cumple setenta años, y aún en su pobreza sigue siendo el único club porteño dedicado al deporte de la lucha libre, regresa el "Toro" Mario Komanechi (Gabriel Goity). La historia habría sido distinta si el "Toro" Komanechi no hubiese abandonado avergonzado por la derrota, a su amor, a su familia y a su barrio pensando que no regresaría jamás. La pérdida de la corona de campeón en manos de su archirrival, la decepción y el rechazo de su padre y su primer amor: Pompeya D'Angelo (Andrea del Boca), presa del miedo a huir junto a él, lo llevaron a irse solo, sin mirar atrás. 
Hoy la vida le propone el regreso, después de diecisiete años habiendo recorrido como camionero las rutas argentinas y con un hijo adolescente. El reencuentro con la familia, los amigos, su querido club "Gladiadores de Pompeya", y por sobre todo su amada, ahora con una hija y casada con su peor enemigo Raúl Baratto (Marcelo de Bellis), lo harán replantearse los arrebatos tenidos sin tener en cuenta las consecuencias y tomar la decisión de enfrentar el pasado para recuperarlo en el presente, luchando por aquello que le pertenece: su título de campeón nacional de catch, la recuperación del club y por sobre todo su lugar en el corazón de la única mujer que amó en la vida.

## Elenco
- Andrea del Boca como Pompeya D´Angelo.
- Gabriel Goity como Mario "Toro" Komanechi.
- Camila Bordonaba como Violeta Baratto.
- Marcelo De Bellis como Raúl Baratto.
- Facundo Espinosa como Dante Villegas.
- Alejandro Fiore como Lucio Mignone .
- Ana María Picchio como Mabel Komanechi.
- Roly Serrano como Orlando Taboada.
- Lidia Catalano como Nena D'Angelo.
- María Fernanda Callejón como Milagros Baratto de Mignone.
- Javier Heit como Iván Komanechi.
- Emilia Attias como Lucero.
- Mariana Prommel como La Vero.
- Silvina Luna como Caro.
- Luciana Salazar como Ella misma.
- Carlos Kaspar como Ramón Baez.
- El Turco Naím como El Negro.
- Santiago Ríos como "Samy" Bercovich.
- Atilio Veronelli como Tomás Aguado.
- Julieta Zylberberg como Romina.
- Abel Ayala como Beto.
- Sergio Podeley como Román Ávila.
- Julián Krakov como Cristian Campos.
- Sandra Mihanovich como Daniela.
- Aldo Barbero como Boris Komanechi.
- Lucrecia Capello como Mima Komanechi.
- Mario Sapag.
- Ramón "Palito" Ortega.

## Sucesión de tiras diarias deUnderground Contenidos
| Predecesor: Amo de casa | Gladiadores de Pompeya 2006 | Sucesor: El tiempo no para |

- Datos: Q1974792